# Edmund Piątkowski
Edmund Piątkowski  (né le 31 janvier 1936 à Florentynów et mort le 28 mars 2016) est un athlète polonais, spécialiste du lancer du disque. Champion d'Europe en 1958, il détient le record du monde de la discipline de 1959 à 1960.

## Biographie
En 1958, il devient champion d'Europe du lancer du disque, à Stockholm, avec la marque de 53,92 m, devant le Bulgare Todor Artarski et le Soviétique Vladimir Trusenyov. Il participe à trois Jeux olympiques consécutifs, se classant cinquième en 1960, et septième en 1964 et 1968. En 1961, il remporte le titre des Universiades d'été, à Sofia.
Le 14 juin 1959, à Varsovie, Edmund Piątkowski établit un nouveau record du monde du lancer du disque avec la marque de 59,91 m, améliorant de 73 cm l'ancienne meilleure marque mondiale de l'Américain Fortune Gordien. Son record du monde est égalé le 12 août 1960 par Rink Babka, et battu le 11 août 1961 par Jay Silvester. Son record personnel, établi le 2 juillet 1967 à Chorzów, est de 61,12 m.
Il remporte 13 titres de champion de Pologne du lancer du disque en 1955, de 1957 à 1966, et de 1968 à 1969. 
Il est élu sportif polonais de l'année en 1959.
Durant sa carrière, il représente les clubs du ŁKS Łódź (1954-1956), Śląsk Wrocław (1957-1958) et Legia Varsovie (1959-1969).
Il est l'époux de la sprinteuse Maria Piątkowska, championne d'Europe du relais 4 × 100 m en 1958.

### Palmarès
| Date | Compétition                | Lieu      | Résultat | Marque  |
| ---- | -------------------------- | --------- | -------- | ------- |
| 1958 | Championnats d'Europe      | Stockholm | 1er      | 53,92 m |
| 1960 | Jeux olympiques            | Rome      | 5e       | 55,12 m |
| 1961 | Universiade                | Sofia     | 1er      | 59,15 m |
| 1962 | Championnats d'Europe      | Belgrade  | 4e       | 55,13 m |
| 1964 | Jeux olympiques            | Tokyo     | 7e       | 55,81 m |
| 1966 | Championnats d'Europe      | Budapest  | 4e       | 56,76 m |
| 1967 | Coupe d'Europe des nations | Kiev      | 1er      | 59,10 m |
| 1968 | Jeux olympiques            | Mexico    | 7e       | 59,40 m |
| 1969 | Championnats d'Europe      | Athènes   | 12e      | 53,64 m |

### Records
| Épreuve          | Performance | Lieu    | Date           |
| ---------------- | ----------- | ------- | -------------- |
| Lancer du disque | 61,12 m     | Chorzów | 2 juillet 1967 |